# Polyarchie
Teorie polyarchie (z řeckého poly - mnoho a arché - vláda) je politologická teorie, kterou v padesátých letech 20. století definoval americký politolog Robert A. Dahl. Jedná se o empirickou teorii demokracie. Termín polyarchie v Dahlově chápání označuje moderní politickou realitu ideálu demokracie. Teorie byla vypracována na modelovém příkladu politického systému Spojených států amerických.

## Původ termínu
První použití termínu polyarchie se datuje do roku 1914. Termín v roce 1953 znovu oživili a definovali Robert A. Dahl a Charles E. Lindblom v jejich společném díle Politics, Economics, and Welfare. Robert A. Dahl teorii dále rozvinul a zpřesnil ve svých studiích A Preface to Democratic Theory (1956), Pluralist democracy in the United States: conflict and consent (1968), Polyarchy: Participation and Opposition (1971), Dilemmas of Pluralist Democracy: Autonomy vs. Control (1983) a Democracy and Its Critics (1989). Samotný termín se však nevžil ani mezi odbornou společností a často je používán jen ve významu Dahlovy definice pluralitní demokracie.

## Charakteristika
Teorie polyarchie poskytuje vysvětlení moderní demokracie, ve kterém Dahl označuje demokracii za nedosažitelný ideál, kterému se v praxi blíží právě polyarchie. Moderní demokracií rozuměl zřízení, ve kterém se zákony vztahují pouze na občany, kteří mají politická práva či reálnou šanci je v budoucnu získat (tedy například děti). Jednotlivec v demokracii je považován za držitele osobní autonomie, tedy stavu, ve kterém je právě on mluvčím svých zájmů, současně ve společnosti existuje vnitřní rovnoprávnost jednotlivců. Tento přístup si vynucuje přiznání, že si lidé jsou schopni vládnout sami, a to ke prospěchu celku.
Pro polyarchie je vhodné, aby byla společnost etnicky či nábožensky homogenní, čím se předejde destabilizujícím konfliktům. Přesto Dahl upozorňuje, že existují země jako Švýcarsko, Belgie a Nizozemsko, kde je výrazný subkulturní pluralismus a přesto jsou tyto systémy stabilní. Jako vysvětlení udává historický vysoký stupeň rozvinutosti podmínek a rysů polyarchie ve zmíněných státech.
Vznik polyarchií Dahl datuje do 19. století, jejich plný rozvoj však až do století dvacátého. Vývoj polyarchií řadí do tří období:
1. 1776-1930 - Do roku 1930 existovalo 22 polyarchií.
2. 1950-1959 - Do roku 1959 existovalo 36 polyarchií.
3. 1980-1989 - Do roku 1989 existovalo 50 polyarchií.

První období je spojené se vznikem Spojených států amerických a Velkou francouzskou revolucí. Toto období vedlo k velmi pozvolnému utváření polyarchií, které se zcela vyvinuly až v letech 1870-1930. Mezi období let 1931-1949 je typické dynamickým zrodem a brzkým zánikem nových polyarchií. Padesátá léta jsou roky obrody některých meziválečných polyarchií. V osmdesátých letech dochází ke vzniku nových polyarchií převážně v Latinské Americe.

### Kritéria polyarchie
Čím je stupeň kritérií vyšší, tím se reálná polyarchie více blíží k ideální demokracii. Kritérii jsou:
1. rovné hlasovací právo
2. účinná participace
3. pochopení založené na informacích
4. konečná kontrola programu démosem (tj. lidem)
5. univerzálnost - všeobecné volební právo

### Rysy polyarchie
Základní rysy specifické reálné formy demokratického zřízení (tedy polyarchie) Dahl stanovil v osmdesátých letech 20. století. Jsou následující:
1. volení vládní úředníci
2. svobodné a pravidelné volby
3. všeobecné volební právo
4. právo ucházet se o úřad
5. svoboda projevu
6. alternativní informace
7. svoboda sdružování

Volení úředníci mají kontrolující roli nad výkonnou mocí Vlády, tato jejich role vychází z Ústavy. Tito úředníci jsou voleni v pravidelných a svobodných volbách. Právo volit a být zvolen jsou základními rysy polyarchie, kterými se umožňuje participace. Jediným rozdílem je, že pasivní volební právo má být zabezpečeno vyšším věkem než právo aktivní. V polyarchii musí mít lid rovné podmínky k dosažení informací či práva zakládat spolky a politické strany. V polyarchiích také musí proběhnout proces liberalizace, což se například projeví tolerancí opozice.